# Фінал кубка Англії з футболу 1923
Фінал кубка Англії з футболу 1923 — 48-й фінал найстарішого футбольного кубка у світі. Учасниками фіналу були «Болтон Вондерерз» і «Вест Гем Юнайтед». Володарем кубкового трофею став «Болтон Вондерерз».

## Шлях до фіналу
| «Болтон Вондерерз» | «Болтон Вондерерз» | «Болтон Вондерерз»                      | Раунд           | «Вест Гем Юнайтед»         | «Вест Гем Юнайтед» | «Вест Гем Юнайтед»                                                               |
| ------------------ | ------------------ | --------------------------------------- | --------------- | -------------------------- | ------------------ | -------------------------------------------------------------------------------- |
| Суперник           | Результат          | Матчі                                   |                 | Суперник                   | Результат          | Матчі                                                                            |
| «Норвіч Сіті»      | 2—0                | 2—0 на виїзді                           | Перший раунд    | «Галл Сіті»                | 3—2                | 3—2 на виїзді                                                                    |
| «Лідс Юнайтед»     | 3—1                | 3—1 вдома                               | Другий раунд    | «Брайтон енд Гоув Альбіон» | 2—1                | 1—1 на виїзді, 1—0 вдома (перегравання)                                          |
| «Гаддерсфілд Таун» | 2—1                | 1—1 на виїзді, 1—0 вдома (перегравання) | Третій раунд    | «Плімут Аргайл»            | 2—0                | 2—0 вдома                                                                        |
| «Чарльтон Атлетік» | 1—0                | 1—0 на виїзді                           | Четвертий раунд | «Саутгемптон»              | 3—2                | 1—1 на виїзді, 1—1 вдома (перегравання), 1—0 на нейтральному полі (перегравання) |
| «Шеффілд Юнайтед»  | 1—0                | 1—0 на нейтральному полі                | 1/2 фіналу      | «Дербі Каунті»             | 5—2                | 5—2 на нейтральному полі                                                         |

## Матч
| 28 квітня 1923 |

| Болтон Вондерерз | 2:0      | Вест Гем Юнайтед |
| ---------------- | -------- | ---------------- |
| Джек 2' Сміт 53' | Протокол |                  |

| Вемблі, Лондон Глядачів: 126 047 Арбітр: Девід Ассон |

|  |  |

|                   |  |                 |  |
|                   |  |                 |  |
| В                 |  | Дік Пім         |  |
| З                 |  | Алекс Фінні     |  |
| З                 |  | Боб Гейворт     |  |
| ПЗ                |  | Біллі Дженнінгс |  |
| ПЗ                |  | Джиммі Седдон   |  |
| ПЗ                |  | Гаррі Наттолл   |  |
| Н                 |  | Тед Візард      |  |
| Н                 |  | Джо Сміт (к)    |  |
| Н                 |  | Джек Сміт       |  |
| Н                 |  | Девід Джек      |  |
| Н                 |  | Біллі Батлер    |  |
| Головний тренер:  |  |                 |  |
| Чарльз Фоуверакер |  |                 |  |

|                  |  |                 |  |
|                  |  |                 |  |
| В                |  | Тед Гафтон      |  |
| З                |  | Джек Янг        |  |
| З                |  | Біллі Гендерсон |  |
| ПЗ               |  | Джек Тресадерн  |  |
| ПЗ               |  | Джордж Кей (к)  |  |
| ПЗ               |  | Сід Бішоп       |  |
| Н                |  | Джиммі Раффелл  |  |
| Н                |  | Біллі Мур       |  |
| Н                |  | Вік Вотсон      |  |
| Н                |  | Біллі Браун     |  |
| Н                |  | Дік Річардс     |  |
| Головний тренер: |  |                 |  |
| Сід Кінг         |  |                 |  |